# Autostrada A32 (Włochy)
Autostrada A32 (wł. Autostrada del Frejus) – autostrada w północno-zachodnich Włoszech. Na całej długości biegnie przez Piemont. Trasa została oddana do użytku w roku 1987. W związku z organizacją przez Turyn Igrzysk XX Zimowej Olimpiady w 2006 roku arteria została zmodernizowana, gdyż prowadzi do ważnych ośrodków narciarskich (np. Pragelato), gdzie odbywały się zawody. Wraz z Tunelem de Frejus stanowi jedną z głównych dróg transportowych łączących Francję z Włochami. Arteria jest elementem ważnego szlaku komunikacyjnego z Turynu do Lyonu. Operatorem autostrady jest spółka SITAF, która zajmuje się także tunelem de Frejus.